# الیکایی پشه‌گیر رخ‌گندمی
الیکایی پشه‌گیر رخ‌گندمی (نام علمی: Microbates cinereiventris) نام یک گونه از سرده ریزگام‌ها است.